# À travers le Hageland 2024
La 19e édition d'À travers le Hageland (en néerlandais : Duracell Dwars door het Hageland), une course cycliste masculine sur route, a lieu en Belgique le 8 juin 2024. L'épreuve est disputée sur 181 kilomètres entre Aarschot et Diest. Elle fait partie du calendrier UCI ProSeries 2024 (deuxième niveau mondial) en catégorie 1.Pro et de la Coupe de Belgique de cyclisme sur route 2024.

## Parcours
Inspiré par les Strade Bianche, le parcours emprunte des routes non goudronnées et des sentiers forestiers du Brabant flamand et se termine à la citadelle de Diest (Diests Citadel) après un tracé de 181 kilomètres.

## Équipes participantes
| WorldTeams (5)- Alpecin-Deceuninck - Cofidis - Intermarché-Wanty - Soudal Quick-Step - Arkéa-B&B Hotels ProTeams (8)- Bingoal WB - Israel-Premier Tech - Lotto Dstny - TDT-Unibet - Team Flanders-Baloise - Team Novo Nordisk - Uno-X Mobility - TotalEnergies Équipes continentales (3)- Philippe Wagner-Bazin - Volkerwessels Cycling Team - Baloise Trek Lions Équipe de cyclo-cross- Pauwels Sauzen-Bingoal Équipe régionale et de club- Deschacht-Hens-FSP |
| |

## Classements

### Classement final
| \| Classement général \| Classement général \| Classement général \| Classement général \| Classement général \| \| Coureur \| Coureur \| Pays \| Équipe \| Temps \| \| ------------------ \| --------------------- \| ------------------ \| ------------------ \| ------------------ \| \| 1er \| Gianni Vermeersch \| Belgique \| Alpecin-Deceuninck \| 4 h 04 min 18 s \| \| 2e \| Jonas Abrahamsen \| Norvège \| Uno-X Mobility \| + 1 s \| \| 3e \| Hartthijs de Vries \| Pays-Bas \| TDT-Unibet \| + 11 s \| \| 4e \| Rasmus Tiller \| Norvège \| Uno-X Mobility \| + 21 s \| \| 5e \| Søren Wærenskjold \| Norvège \| Uno-X Mobility \| + 21 s \| \| 6e \| Quinten Hermans \| Belgique \| Alpecin-Deceuninck \| + 21 s \| \| 7e \| Pim Ronhaar \| Pays-Bas \| Baloise Trek Lions \| + 21 s \| \| 8e \| Stanisław Aniołkowski \| Pologne \| Cofidis \| + 28 s \| \| 9e \| Lionel Taminiaux \| Belgique \| Lotto Dstny \| + 30 s \| \| 10e \| Lander Loockx \| Belgique \| TDT-Unibet \| + 31 s \| |                       |          |                    |                 |
| |                       |          |                    |                 |
| Source : ProCyclingStats |                       |          |                    |                 |
| Classement général |                       |          |                    |                 |
| Coureur | Coureur               | Pays     | Équipe             | Temps           |
| 1er | Gianni Vermeersch     | Belgique | Alpecin-Deceuninck | 4 h 04 min 18 s |
| 2e | Jonas Abrahamsen      | Norvège  | Uno-X Mobility     | + 1 s           |
| 3e | Hartthijs de Vries    | Pays-Bas | TDT-Unibet         | + 11 s          |
| 4e | Rasmus Tiller         | Norvège  | Uno-X Mobility     | + 21 s          |
| 5e | Søren Wærenskjold     | Norvège  | Uno-X Mobility     | + 21 s          |
| 6e | Quinten Hermans       | Belgique | Alpecin-Deceuninck | + 21 s          |
| 7e | Pim Ronhaar           | Pays-Bas | Baloise Trek Lions | + 21 s          |
| 8e | Stanisław Aniołkowski | Pologne  | Cofidis            | + 28 s          |
| 9e | Lionel Taminiaux      | Belgique | Lotto Dstny        | + 30 s          |
| 10e | Lander Loockx         | Belgique | TDT-Unibet         | + 31 s          |

### Classements UCI
La course attribue des points au Classement mondial UCI 2024 selon le barème suivant.
| Position           | 1er | 2e  | 3e  | 4e  | 5e | 6e | 7e | 8e | 9e | 10e | 11e | 12e | 13e | 14e | 15e | 16e à 30e | 31e à 40e |
| Classement général | 200 | 150 | 125 | 100 | 85 | 70 | 60 | 50 | 40 | 35  | 30  | 25  | 20  | 15  | 10  | 5         | 3         |